# Bagad Bro Konk Kerne
Le Bagad Bro Konk Kerne est un ensemble traditionnel de musique bretonne créé en 1983, au sein du cercle celtique Ar Rouedou Glas à Concarneau.

## Historique

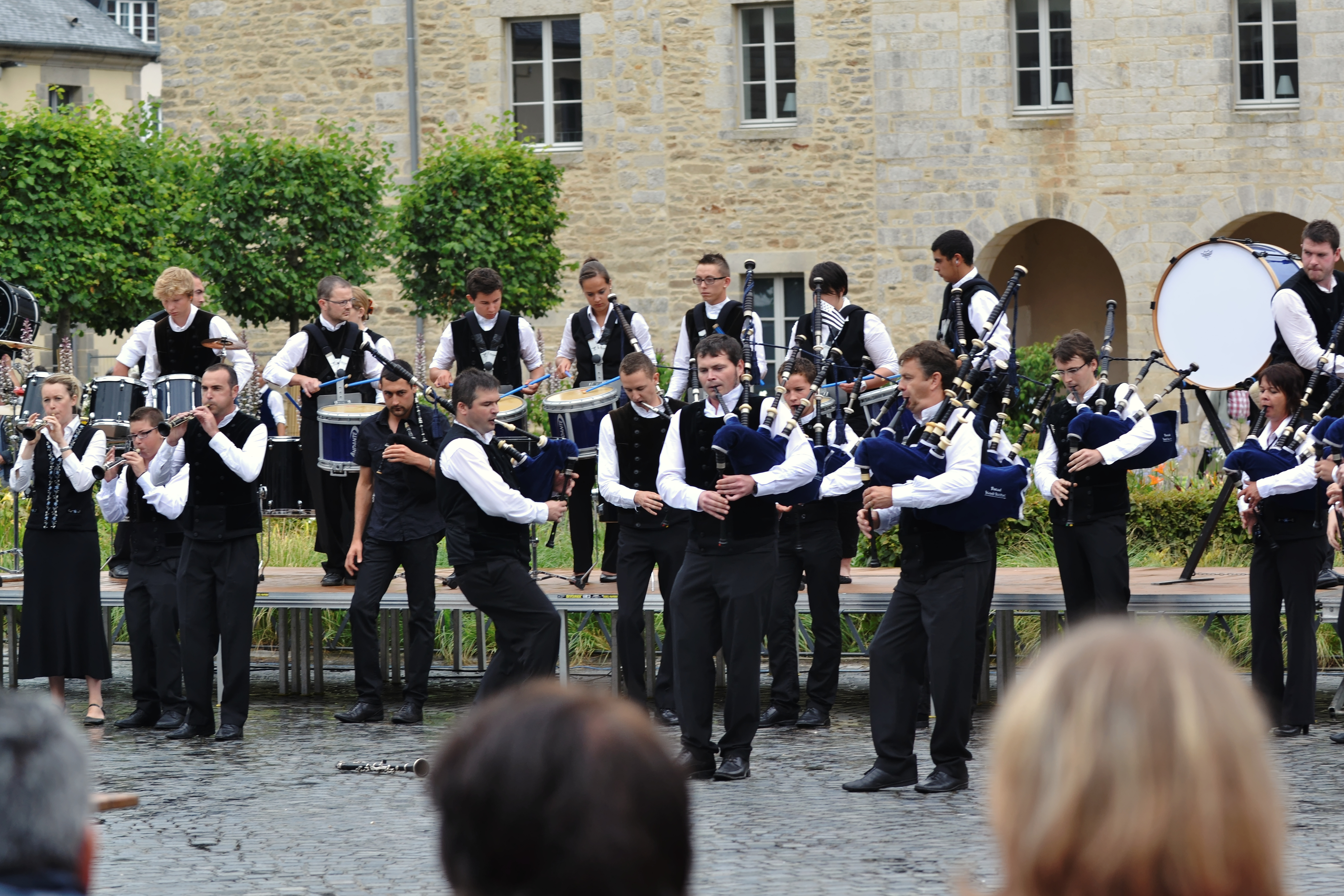
Le bagad au concours des bagadoù de 3e catégorie à Quimper en 2013

Le bagad est créé en 1983 mais il ne devient opérationnel qu'en août 1986 lors de sa participation au festival des Filets bleus de Concarneau. De 1986 à 1993 il évolue en 4e catégorie. Puis, de 1993 à 2000, il évolue en 3e catégorie.
D'une quinzaine de participants les premières années, le bagad compte alors 30 membres opérationnels, ceci pour un effectif total de 80 membres incluant les jeunes en formation (le bagadig). En 2000 il accède en 2de catégorie. En 2006 le bagad se place en quatrième position de 2de catégorie et à la cinquième place en 2007. En 2011, il occupe la quatrième place.
À la suite de la séparation avec le bagad de Douarnenez, avec lequel il collaborait depuis 2010, il intègre son bagadig dans sa formation phare mais est alors obligé de descendre en 4e catégorie en 2012 mais il remonte la même année d'un niveau avec l'obtention du titre de champion. Lors du concours de 3e catégorie en 2013, le bagad Konk Kerne termine à la première place à Saint-Brieuc et à Quimper, avec une moyenne générale de 17,30, ce qui lui permet de retrouver la 2de catégorie.
En 2013, le bagadig participe aux concours de cinquième catégorie.
En 2014, lors de sa première participation au concours de 2de catégorie, le bagad termine à l'honorable 5e place parmi 15 bagadoù participant.
Le Bagad Bro Konk Kerne, devient champion de Bretagne seconde catégorie en 2019, en remportant la manche de Lorient avec une moyenne de 18, soit la note maximale qu'il soit possible d'obtenir. Cette note permet au bagad de devancer le Bagad Pañvrid Ar Beskont, vainqueur de la première manche du championnat à Saint-Brieuc.
Le Bagad Bro Konk Kerne accède ainsi à la première catégorie pour la première fois de son histoire.
En août 2024, l'ensemble obtient le meilleur résultat de son histoire en se classant à la sixième place de la seconde manche du championnat à Lorient.
Depuis quelques années le bagad est en 1ere catégorie. 

## Fonctionnement

### L'association
Liste des présidents :
- 1983-2001 : André le Torc'h[5]
- 2001-2015 : Yann Pelliet[6]
- 2015-2017 : Romuald Gourlain[6]
- 2017-2020 : Yann Cariou[7]
- 2020-2024 : Yann Durel[8]
- Depuis 2024 : Martin Le Meur[9]

L'association compte une centaine de membres au travers de son bagad, son bagadig et l'école de formation.

### Le groupe principal
Liste des penn soner :
- 1986-2011 : Yann Cariou[10]
- Depuis 2011 : Fabien Page

Le Bagad est composé d'une quarantaine de sonneurs. Il fait de nombreux voyages, en Europe et en Afrique, et participe régulièrement au championnat des bagadoù organisé par la fédération Sonerion.

### Groupes secondaires
Une école de formation propose un éveil musical à partir de 6 ans et des cours de cornemuse, bombarde et caisse-claire sur les communes de Concarneau, Melgven, Névez et Pont-Aven. Une soixantaine de jeunes se perfectionne chaque année à la musique de bagad. Le bagadig, ou bagad école, est un groupe permettant aux jeunes sonneurs, toujours en formation, de jouer en groupe et de découvrir les concours. Il se présente aux concours de 5e catégorie et se produit lors de plusieurs autres manifestations.

## Productions artistiques

### Créations
« Buen Aven Tuna » : Réalisée dans le cadre de son vingtième anniversaire, c'est le premier spectacle du bagad, véritable création d'un métissage musical unique (rock, jazz, latino, classique, électro) sur des arrangements et compositions des musiciens du Bagad Konk Kerne (Yann Cariou, Vincent Gestin, Padrig Sicard, Fabien Page, Mikaël Pelliet, Palain Munoz) avec la participation de Pierre Scouarnec pour les arrangements des cuivres, d'Eric Lavarec pour les cordes et d'Alain Cloirec, Stéphane Marrec et Palain Munoz pour la section rock. Il invite également des musiciens à participer : Patrick Ewen, Alain Cloirec (guitares), Stéphane Marrec (basse, contrebasse), Palain Munoz (batterie, machines, percussions), la section cuivres du Chili Con Carno Band, le Quatuor Avides de Cordes, 10 danseurs du Cercle Celtique Ar Rouedou Glas.
Le bagad accompagne en parallèle des artistes, tels que Red Cardell, Yvan Le Bolloc'h dans le cadre de son Breizh Tour, Dan Ar Braz avec le spectacle Célébration (en remplacement du bagad Kemper à Equeurdreville et à Athis-Mons). Une collaboration a lieu avec le Big Band de Bielefeld-Senne (ville jumelée avec Concarneau) et le cercle celtique Ar Rouedoù Glas durant les festivités en 2014 pour le 300e anniversaire de la ville allemande.
« Eren » : À l'occasion de son trentième anniversaire, le Bagad Bro Konk Kerne invite le groupe Pevarlamm et présente une nouvelle création originale, accompagné des 6 musiciens du groupe, dont Konogan an Habask aux binioù, bombardes, uilleann-pipes, low whistles et Elsa Corre au chant. Sous la direction de Fabien Page, penn sonneur du Bagad, « Eren » (qui signifie « unis » en breton) allie les compositions de chacun et des morceaux créés pour l’occasion. La première représentation du concert est donnée le 11 novembre 2016 à Concarneau.

### Participations
Dans le cadre du festival des Filets bleus, le bagad accompagne le guitariste Dan Ar Braz pour le final en 2005, puis il remplace le bagad Kemper dans la création Celebration en 2014. En 2016, une dizaine de sonneurs accompagnent Carlos Nuñez et l'orchestre symphonique de Bretagne en concert pour le festival.
Le 7 octobre 2017, le Bagad Bro Konk Kerne accompagne le guitariste Pat O'May lors d'une soirée anniversaire à Trégueux réunissant des guitaristes qui ont croisé son chemin comme Ron Thal (Guns N' Roses), Pat McManus, Patrick Rondat, Jonathan Noyce. Le concert donne lieu à l'enregistrement d'un album live (One Night in Breizh Land).
À l'automne 2023, l'ensemble est invité par le parc du Puy du Fou et participe durant deux semaines au spectacle « La Frairie de la Toussaint ».

## Identité visuelle (logo)

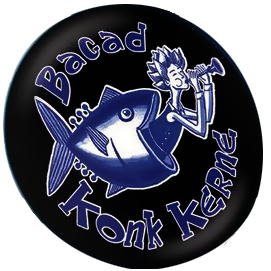
Logo du Bagad Konk Kerne (de 2006 à 2016)
Logo du Bagad Bro Konk Kerne (depuis 2016)